# Bíbortorkú varjúkotinga
A bíbortorkú varjúkotinga (Querula purpurata) a madarak (Aves) osztályának a verébalakúak (Passeriformes) rendjéhez, ezen belül a kotingafélék (Cotingidae) családjához tartozó Querula nem egyetlen faja.

## Rendszerezése
A fajt Philipp Ludwig Statius Müller német ornitológus írta le 1776-ban, a Muscicapa nembe Muscicapa purpurata néven.

## Előfordulása
Costa Rica, Nicaragua, Panama, Bolívia, Brazília, Kolumbia, Ecuador, Francia Guyana, Guyana, Peru, Suriname és Venezuela területén honos. A természetes élőhelye a szubtrópusi vagy trópusi síkvidéki esőerdők.

## Megjelenése
A hím testhossza 28–30 centiméter, testtömege 105–122 gramm, a tojóé 25–28 centiméter és 93–101 gramm. Hosszú, keskeny szárnyai és erős lábai vannak. Tollazata sötét, majdnem fekete, kivéve a hímek torokpajzsát.

## Életmódja
Gyümölcsökkel és rovarokkal táplálkozik.

## Szaporodása
A nász idején a hím a vörös felborzolt toroktollaival udvarol a tojónak. Közösségben gondoskodnak a fiókák etetéséről.